# Tripsacum laxum
Tripsacum laxum är en gräsart som beskrevs av George Valentine Nash. Tripsacum laxum ingår i släktet Tripsacum och familjen gräs. Inga underarter finns listade i Catalogue of Life.